# Richard Shepard
Richard Shepard (Nueva York; 20 de marzo de 1965) es un director y guionista de cine y televisión estadounidense. En 2007 recibió el premio del Sindicato de Directores y el Emmy a la mejor dirección por el episodio piloto de Ugly Betty.

## Filmografía
- Cool Blue (1988)
- The Linguini Incident (1991)
- Mercy (1995)
- Oxygen (1999)
- Mexico City (2000)
- The Matador (2005)
- The Hunting Party (2007)
- 30 Rock: "Episode 210" (2008)
- Descubriendo a John Cazale (2009)
- Dom Hemingway (2013)
- The Perfection (2018)
- Zoey's Extraordinary Playlist: "Pilot" (2020)
- Zoey's Extraordinary Christmas (2021)